# Wacław Łopuszyński

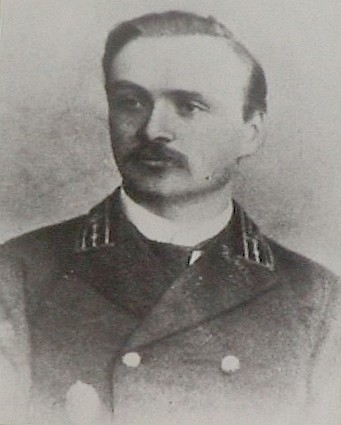
Wacław Marian Łopuszyński

Wacław Marian Łopuszyński (russisch Вацлав Иванович Лопушинский, Wazlaw Iwanowitsch Lopuschinski; * 15. Julijul. / 27. Juli 1856greg. in Tykocin; † 16. Februar 1929 in Murowana Goślina) war ein polnischer Eisenbahningenieur und Konstrukteur von Dampflokomotiven, der vorwiegend im Kaiserreich Russland tätig war.

## Leben
Łopuszyński wurde 1856 im damaligen russisch beherrschten Kongresspolen geboren. Er studierte in Sankt Petersburg am dortigen Institut für Eisenbahn-Ingenieure, das er 1878 absolvierte. Anschließend war er bei verschiedenen privaten russischen Eisenbahngesellschaften tätig, so 1882 als Betriebsingenieur in Fastow bei der dortigen Eisenbahngesellschaft. Er wechselte schließlich zur privaten, 1872 gegründeten Wladikawkas-Eisenbahn-Gesellschaft, die 1875 den ersten Abschnitt ihrer wichtigen Hauptstrecke im Kaukasusvorland von Rostow am Don nach Wladikawkas eröffnet hatte. Bei dieser Gesellschaft wurde er 1895 zum Leiter der maschinentechnischen Abteilung ernannt und für die Konstruktion und Beschaffung neuer Lokomotiven zuständig. In dieser Funktion entwarf er einige der wichtigsten russischen Dampflokomotivreihen.

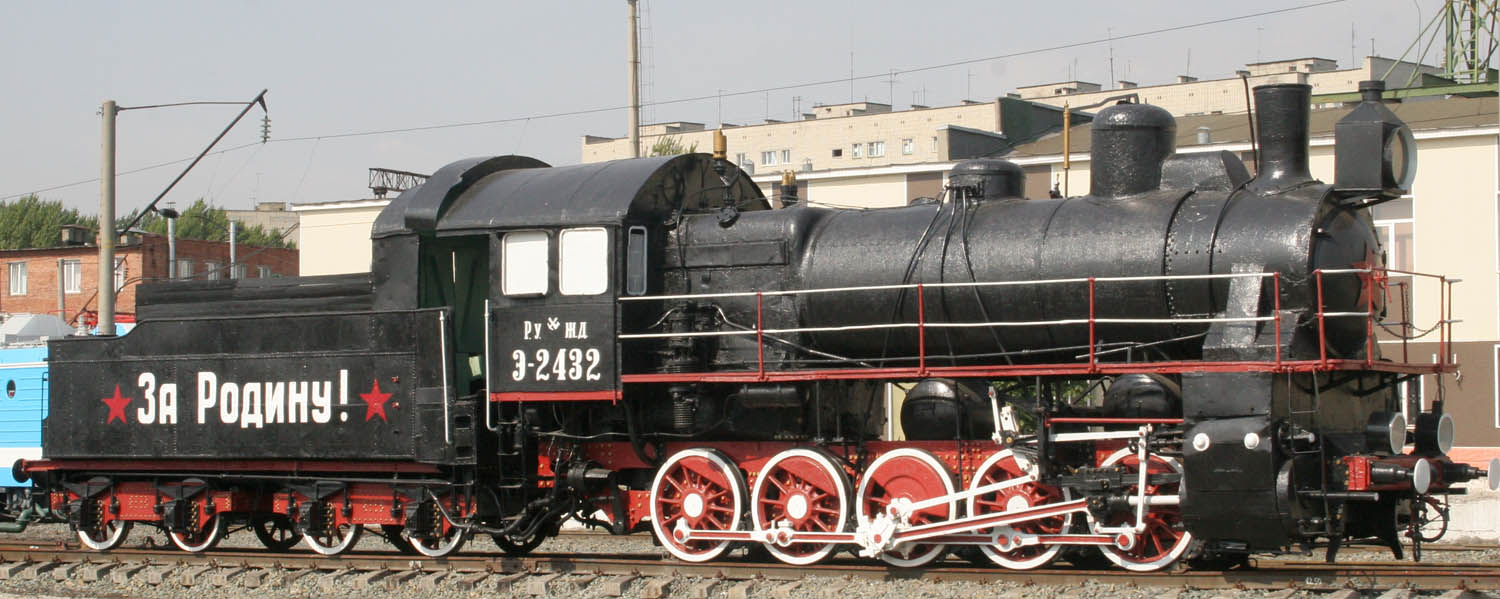
Russische Baureihe Э als Denkmallok in Saratow

Zu den weit verbreiteten Konstruktionen Łopuszyńskis gehörte die erstmals 1890 erschienene russische Baureihe О, die durch das russische Verkehrsministerium nach ihrer Bewährung auf der Wladikawkas-Bahn in weiterentwickelter Form in großem Umfang beschafft wurde. Einschließlich der Nachbauten nach der Oktoberrevolution wurden über 9000 Stück dieser Baureihe in mehreren, leicht abweichenden Serien produziert. Zu seinen Entwürfen zählte auch die russische Baureihe Ц, die nach Łopuszyńskis Entwurf ab 1896 zunächst von Henschel & Sohn in Kassel und später auch von anderen Werken hergestellt wurde. Neben der Wladikawkas-Bahn wurden sie auch an die Chinesische Osteisenbahn geliefert. Den zahlenmäßig größten Erfolg seiner Konstruktionen erzielte die russische Baureihe Э, die schließlich in über 11.000 Stück produziert wurde und die meistgebaute Baureihe weltweit ist. Sie wurde von Łopuszyński 1909 entworfen, nachdem der steigende Güterverkehr der Wladikawkas-Bahn mit den bisherigen Lokomotiven nicht mehr befriedigend bewältigt werden konnte. Der letzte Entwurf Łopuszyńskis für die Wladikawkas-Bahn war die erstmals 1915 eingesetzte und nach dem Anfangsbuchstaben seines Nachnamens als russische Baureihe Л bezeichnete einzige russische Pacific-Lokomotive. Insgesamt wurden nach seinen Entwürfen rund 23.000 Dampflokomotiven gebaut, Łopuszyński ist damit der wohl zahlenmäßig erfolgreichste Lokomotivbauer.
Nach dem Sieg der Bolschewiki im russischen Bürgerkrieg ging Łopuszyński 1920 zurück in sein Heimatland Polen. Dort war er bei Fablok in Chrzanów noch am Bau der ersten polnischen Güterzug-Lokomotiven, der Baureihen Tr21 und Ty23 beteiligt. Er starb 1929 im Alter von 72 Jahren.